# Biblioteca de Castilla-La Mancha
La Biblioteca de Castilla-La Mancha es una biblioteca española administrada por la Consejería de Educación, Cultura y Deportes de Castilla-La Mancha. Se encuentra ubicada en la última planta del Alcázar de Toledo, en la ciudad de Toledo.
Fue inaugurada en 1998, resultado de la fusión de la Biblioteca Pública del Estado en Toledo y la Biblioteca Regional, creada en 1989. Sus orígenes se remontan a 1770, cuando, por orden del rey Carlos III, se permitió el acceso al público a la Biblioteca Arzobispal.
La biblioteca aloja unos 400 000 libros y folletos y unas 150 000 publicaciones seriadas.
Desde la biblioteca además se ofrece una variada agenda cultural de charlas, conferencias, talleres, y exposiciones, presentaciones musicales, presentaciones de libros, sirviendo de verdadero  centro cultural de la región.